# Полумесяцехвостая бойцовая рыбка

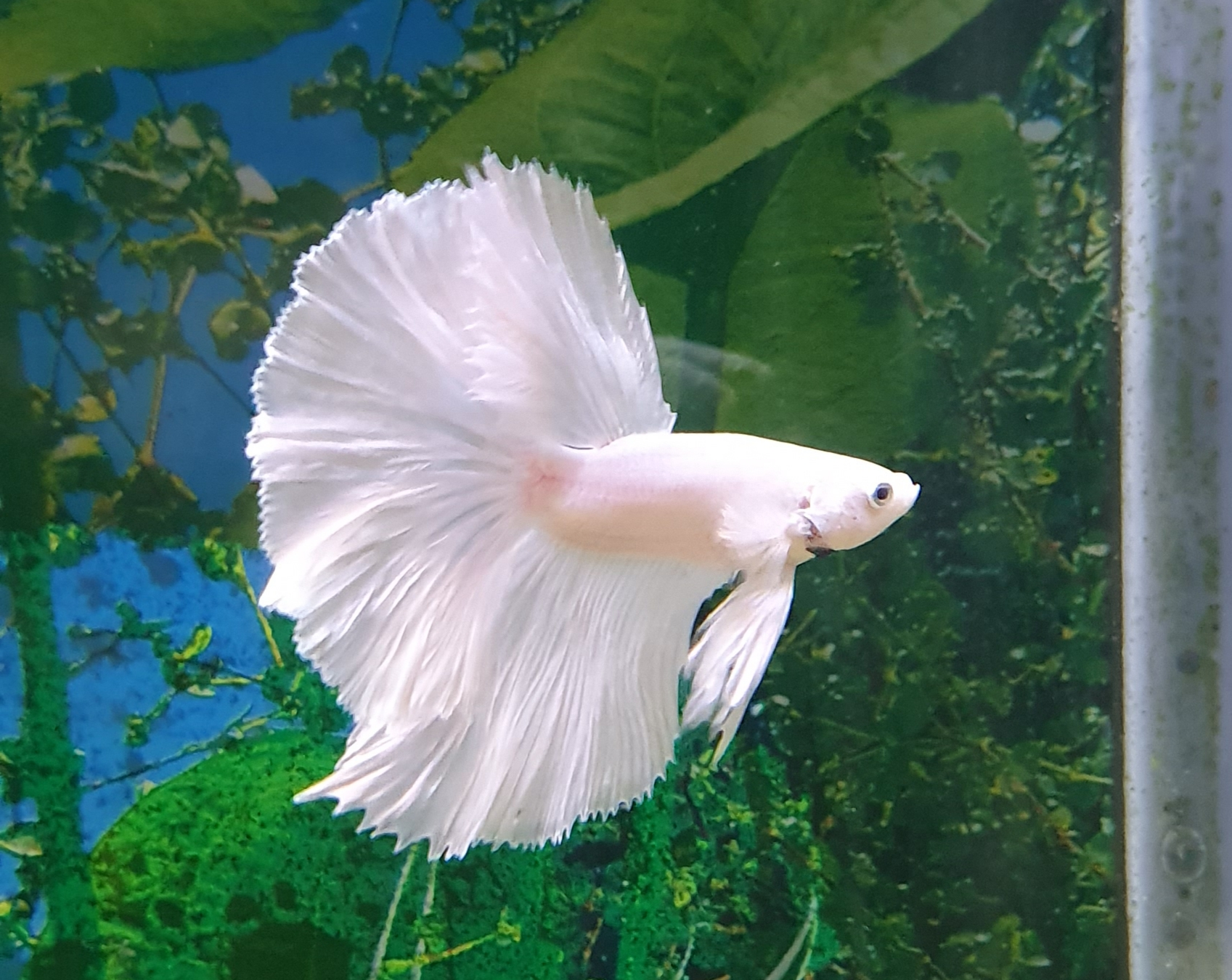
Полумесяцехвостая бойцовая рыбка белого цвета

Полумесяцехво́стая бойцо́вая ры́бка (лат. Betta splendens varr. „Halfmoon“) — одна из искусственно культивированных породных разновидностей, полученной при селекционном отборе и разведении дикой формы сиамских бойцовых рыбок (лат. Betta splendens).

## Этимология
Своё именование получили за особую форму великолепного вуалевого и большого хвостового плавника в виде раскрытого полумесяцем веера, а также пышных и длинных спинных, грудных и анальных плавников рыбки, отличающихся от форм и размеров плавников иных представителей данного вида.

## Иные наименования
Хафмун (в созвучие английскому произношению), полумесяцевая бойцовая рыбка, полумесяцевый петушок.

### Размножение
Размножение такое же как и обычных лабиринтовых рыб — гурами, лялиусов, петушков и макроподов. При подборе пар обращают внимание на особенности цвета и размера бойцовых рыбок, дабы не нарушать статей породы.